# Ернст Готлиб (Анхалт-Пльотцкау)
Ернст Готлиб фон Анхалт-Пльотцкау (на немски: Ernst Gottlieb von Anhalt-Plötzkau; * 4 септември 1620 в Пльотцкау; † 7 март 1654 в Пльотцкау) от фамилията Аскани е княз на Анхалт-Пльотцкау (1653 – 1654).
Той е най-възрастният син на княз Август фон Анхалт-Пльотцкау (1575 – 1653) и съпругата му Сибила фон Золмс-Лаубах (1590 – 1659), дъщеря на граф Йохан Георг I фон Золмс-Лаубах.
Той наследява 1653 г. баща си в Анхалт-Пльотцкау заедно с по-малките си братя Леберехт (1622 – 1669) и Емануел (1631 – 1670). Ернст Готлиб умира следващата година, седем месеца след баща си.
Ернст Готлиб е приет под името „Силният“ в литературното общество Fruchtbringenden Gesellschaft.